# Diëresis
Een diëresis (ook diërese) is een stijlfiguur waarbij in een woord een onbeklemtoonde klank wordt ingevoerd.
De diëresis wordt meestal in de poëzie gebruikt om een beter metrum te krijgen.
- o, wer-e-loos geslacht
- wat hebb-e-t gij gedaan

## Verwante begrippen
Het tegenovergestelde van diëresis, het weglaten van klanken, wordt syncope genoemd. Syneresis betreft in het bijzonder het wegvallen van klinkers.